# 極道めし
『極道めし』（ごくどうめし）は、土山しげる（協力・大西祥平）による日本の漫画作品。『漫画アクション』第3巻第24号（2006年6月20日（12）号）から第9巻第30号（2012年8月21日（16）号）まで連載し、単行本は全10巻が刊行された。2011年に映画化、2018年にテレビドラマ化、2020年に舞台化されている。2008年「このマンガがすごい！」大賞で7位となった。

## あらすじ
正月まであと1か月となった浪速南刑務所・雑居房204号室では、正月になると特別に出るおせち料理の話で盛り上がる。そこで、部屋の長老格である八戸伍三郎の提案により、今年もおせちの争奪戦が開催されることになった。その勝負とは、今までに一番旨かった食い物の話をして、その中で一番旨そうな話をした者を勝者とするというもので、勝者は部屋の各人のおせちから好きなものを1種類ずつ取れる。 クリスマス・イブの夜、勝負が始まった。

## 登場人物

### 204号房
相田 俊介（あいだ しゅんすけ）
ホストクラブを6軒経営する大学生。ホストへの暴行、客の女性を監禁するなどの容疑で逮捕され、浪速南刑務所に収監された。204号房の中では一番の新入りでもある。懲役3年。
おせち争奪戦で最後の番だったが、前の御子柴が満点を取ったため真面目に相手にされず、馬刺しの話をするも喉を鳴らせなかったため焼酎を出して興味を引き寄せようとするも反則として認められず0点となる。
野沢 正彦（のざわ まさひこ）
33歳。未成年のころから少年院に収容され、そこでも脱走をするなどしていた。左頬にホクロがある。懲役3年。
おせち争奪戦では1番目で、どて焼きの話をして5人の喉を鳴らしたが、その内の片岡は調理方法が異なるどて焼きだったため無効となって4点となる。去年はマグロの大トロの刺身の話をしたが、冬では不向きだったため点を取れなかった。
おせち争奪戦後に仮出所するも、路銀尽きてコンビニで万引を働いたことで再び刑務所に。
坂井 直次（さかい なおつぐ）
前科10犯を持つ詐欺グループのリーダー。幼い頃、親の借金が元で和歌山の田舎に住む祖母の元へ預けられていた。懲役4年。
おせち争奪戦では6番目で、祖母が作った太巻きの話をして5人の喉を鳴らしたが、照れ隠しで思わず嘘話と言ってしまうも、八戸には実話だと見抜かれる。
小津 弘（おづ ひろし）
とあるメーカーの営業マン。フィリピンパブにはまり、会社から1億円を横領した罪で服役している。懲役2年。
おせち争奪戦では3番目で、かき揚げのかけそばの話をして荒木と御子柴以外の喉を鳴らした。ちなみに、去年はピナクベト（フィリピンの野菜炒めのような料理）の話をするも、誰も食べたことも料理の想像も出来なかったため、喉を鳴らせなかった。
南 真太（みなみ しんた）
福井県出身。パチンコで闇金に借金を作り、遠洋漁船に乗せられたという過去を持つ。懲役5年。
おせち争奪戦では2番目で、カツ丼（福井県のソースカツ丼）の話をするが、実は去年もその話をしたことを忘れていたため相田以外のみんなに当てられて0点となる。
荒木 健作（あらき けんさく）
ヤクザ。中学校を卒業後に家出し、立ち食い蕎麦屋でバイトをしていたが、客を殴ってクビになったところをヤクザにスカウトされて16歳で極道の道へ入った。懲役5年。
おせち争奪戦では4番目で、兄貴分が残した出前の餃子を中華スープで溶いた物の話をするも誰も喉を鳴らさなかったが、八戸が戦後間もない頃に食べたすいとんのことを思い出して心を打たれたことで特別に3点あげられる。ちなみに、去年は鹿のアキレス腱の煮込み（一応、高級中華料理）の話をするも、誰も喉を鳴らせなかった。
片岡 洋（かたおか ひろし）
愛知県出身の中学校教師。裏口入学の口利き、教材会社からの賄賂や積立金の横領などを行っていた。鯖アレルギー持ちで、食べるとたまに蕁麻疹が出る。懲役2年。
おせち争奪戦では5番目で、お好み焼きの話をするが、人によって行きつけの店や具材や作り方の好みが大きく分かれるため誰も喉を鳴らせなかった。ちなみに、去年はひつまぶしのうな茶漬けの話をして4点獲得した。
御子柴 丈治（みこしば じょうじ）
闇金融屋。元は刑事だったが、上層部の罪を被せられ退職に追いやられた過去を持つ。その後闇金融の世界でのし上がって行ったが、やり過ぎたために摘発され、収監された。当初は元刑事という理由で皆から無視されておりおせち争奪戦にも参加させてもらえなかったが、南との衝突をきっかけに仲間として受け入れられた。懲役4年。
おせち争奪戦では7番目で、炊き立てのご飯と産みたての鶏卵で作った卵かけご飯の話をして、八戸含む全員の喉を鳴らして満点を取る。
八戸 伍三郎（はちのへ ごさぶろう）
204号房最年長の受刑者。懲役6年。戦争を経験しており、時折戦時中の体験談を語る。年齢ゆえにあまり量を食べられないという理由でおせち争奪戦には直接参加せず、進行役を務めている。
矢嶋 健作（やじま けんさく）
前年のおせち争奪戦優勝者。現在は204号房に収監されていない。若い頃は噺家で、その話術で袋麺のインスタントラーメンの話をして満点を取る。

### 307号房
岡田 吾郎（おかだ ごろう）
懲役5年3ヶ月。
前田 邦夫（まえだ くにお）
実家がクリーニング屋で高校を中退してからは金を盗んでは遊びに出かけていた。懲役5年。
島本 譲（しまもと ゆずる）
元力士。子供の頃は昆虫学者になりたかったが、助っ人に出た相撲大会で活躍したことで相撲部屋にスカウトされた。しかし暴力事件を起こしたことで破門される。懲役3年7ヶ月。
柳 三吉（やなぎ さんきち）
8人兄弟の大家族生まれ。ジャンケンが得意で子供の頃はそれを利用しておいしい思いをしていた。懲役4年3ヶ月。
泉屋 弘（いずみや ひろし）
懲役2年6ヶ月。
原 鉄也（はら てつや）
おせち争奪戦のルールを理解しないまま参加して失格になりかけた。懲役4年。
猪ノ上 龍治（いのうえ りゅうじ）
高校1年で中退してカツアゲや万引きを繰り返していた。クリスマスの夜に出会った巡査によって更生しかけたが、その巡査に初任給で買ったプレゼントを渡しに行った際に別の巡査によって投げ捨てられてしまい、その場で殴り倒してしまう。懲役6年。

## 極嬢めし
映画公開を記念して『漫画アクション』第8巻第36号（2011年10月4日（19）号）に特別読切として掲載した番外編。映画「極道めし」を観た女性編集者4人が、自身の「思い出飯」を繰り広げる。

## 書誌情報

### 日本語
双葉社のアクションコミックスから全10巻が刊行された。
アクションコミックス
1. 2007年2月10日，ISBN 978-4-575-83325-6
2. 2007年10月27日，ISBN 978-4-575-83419-2
3. 2008年7月28日，ISBN 978-4-575-835199-
4. 2009年4月28日，ISBN 978-4-575-836158-
5. 2009年10月28日，ISBN 978-4-575-83686-8
6. 2010年7月28日，ISBN 978-4-575-83797-1
7. 2011年2月28日，ISBN 978-4-575-83873-2
8. 2011年9月20日，ISBN 978-4-575-83964-7
9. 2012年5月28日，ISBN 978-4-575-84077-3
10. 2012年10月27日，ISBN 978-4-575-84147-3

COINSアクションオリジナル
1. 極道めし 喉が鳴る！旨いモン話バトル，2009年2月6日，ISBN 978-4-575-99440-7
2. 極道めし 一番食いたい“シャバめし"決定戦！，2009年12月5日，ISBN 978-4-575-99481-0
3. 極道めし これぞ最高の想い出めし話，2011年9月6日，ISBN 978-4-575-99561-9
4. 極道めし 思わず興奮！女子刑務所のめしバトル，2012年3月19日，ISBN 978-4-575-99584-8
5. 極道めし 追憶のグルメ，2016年10月6日，ISBN 978-4-575-99757-6
6. 極道めし 郷愁のグルメ，2017年3月13日，ISBN 978-4-575-99773-6

### 朝鮮語
중앙북스から訳題を『대결! 궁극의 맛』として第4巻までが刊行された。
1. 2009年6月24日，ISBN 978896188890-5
2. 2009年9月16日，ISBN 978896188891-2
3. 2010年2月23日，ISBN 978896188365-8
4. 2010年5月12日，ISBN 978896188429-7

## 余聞
2010年11月1日に日本テレビにて放送されたバラエティ番組『人生が変わる1分間の深イイ話』（漫画・アニメSPの回）で、普段、漫画に興味のない司会者・島田紳助にゲストが読んでもらいたい作品を紹介し、その中から紳助が読んでみたいと思わせる漫画を選んでもらうコーナーにおいて、ゲストである精神科医の名越康文が本作品を紹介したところ、紳助が最も関心を抱いた作品として第1位に選ばれた。

## 映画
2011年9月23日より公開の、刑務所雑居房を舞台に受刑者が自慢のめしと思い出話を語るハートウォーミング映画。監督は前田哲。主演は永岡佑。
キャッチコピーは「忘れられないメシがある。忘れられない人がいる。」

### キャスト（映画）
栗原健太 - 永岡佑
通称、新入り。元チンピラ。勝負めしはキャベツ入りインスタントラーメン、ホットケーキ。
南真太 - 勝村政信
元テキ屋。勝負めしは海鮮バーベキュー。
相田俊介 - 落合モトキ
元ホスト。勝負めしは黄金めし。
チャンコ（島本譲） - ぎたろー（コンドルズ）
元力士の覆面プロレスラー。勝負めしはオムカレボナーラとオッパイプリン。
八戸伍三郎 - 麿赤兒
通称、八さん。204房のゴッドファーザー。勝負めしはスキヤキ。
水島しおり - 木村文乃
栗原あや - 田畑智子
健太の母。
石原刑務官 - 田中要次
岩本刑務官 - 木下ほうか
刑務官 - 瀬川亮
五所川原 - でんでん
受刑者。
相田千鶴 - 木野花
相田の母。
真里 - 内田慈
スナックのママ。
小谷光晴 - 駿河太郎
南銀太郎 - 後藤奏佑人
真太の息子。知り合いのキャバ嬢が育児放棄し児童養護施設に保護されている。

### スタッフ（映画）
- 原作 - 土山しげる（双葉社刊『漫画アクション』連載中）
- 原作協力 - 大西祥平
- 協力 - 渋谷祐介、染谷誠、鈴木祐治、石塚良太、宇田川幸助、箕浦克史
- 監督 - 前田哲
- 脚本 - 羽原大介、前田哲
- 脚本協力 - 茂木克仁
- エグゼクティブプロデューサー - 大月俊倫、百武弘二
- プロデューサー - 春名慶、小河原修、池田慎一
- アシスタントプロデューサー - 山下葉子
- 撮影 - 谷川創平
- 照明 - 金子康博
- 録音 - 加藤大和
- 美術 - 露木恵美子
- 装飾 - 松尾文子
- 編集 - 高橋幸一
- 音楽 - 吉岡聖治
- 音響効果 - 小島彩
- タイトルデザイン・アニエーション - 奥田真也
- フードスタイリスト - せんるいのりこ
- 衣裳 - 高橋さやか
- ヘアメイク - 池田美里
- スチール - 千葉高広
- キャスティング - 田端利江
- 助監督 - 是安祐
- 製作担当 - 田嶋啓次
- 制作 - ディープサイド
- 配給 - ショウゲート
- 製作 - 「極道めし」製作委員会

### エンディングテーマ
- トータス松本「上を向いて歩こう」

### ビデオソフト
2012年5月23日にDVD-Videoを媒体にして、キングレコードから発売された。
- 『極道めし』、KIBF-1051、キングレコード、2012年5月23日。

## テレビドラマ
BSジャパンの「連続ドラマJ」枠にて2018年7月14日から9月22日まで放送。主演は福士誠治。

### キャスト（テレビドラマ）

#### レギュラー
- 原一平 - 福士誠治

囚人、主人公。元料理人。罪状は銃砲刀剣類所持等取締法（銃刀法）違反。
- 小津弘 - 今野浩喜

囚人。元サラリーマン。罪状は横領。
- 八戸伍三郎 - 徳井優

囚人。窃盗常習犯。警官だった過去あり。第4話で医療刑務所へ移動となりレギュラー陣から外れる。
- 向田吉雄 - 和田聰宏
- 野村孝治 - 橋本真一

看守。
- 白鳥不二子 - 祥子
- 峰うらら - 椎名香奈江

いずれも毎回役どころが違うが、回想シーンなどに登場する。
- 坂井直次 - 柳沢慎吾（幼少期：生駒星汰）

囚人。詐欺師で、お調子者。
- 荒木健作 - 小沢仁志

囚人。暴力団組員。強面で通っている。
- 丸山憲明 - キャッチャー中澤（幼少期：西巻大佑）

囚人。元力士。暴行事件を起こし収監。第5話より登場。
- 米倉巧巳 - 沢井正棋

囚人。第9話より登場。

#### 准レギュラー
- 大瓦充蔵 - 角野卓造

一平が働く食堂の店主。彩也子の父親。第6・8・9話に登場。
- 原彩也子 - 井桁弘恵

一平の妻。

#### ゲスト
第1話「魔法のカツカレー」
- 空き巣 - 武井壮
- 吉村刑事 - デビット伊東

第2話「涙の野沢菜めし」
- 荒木ふじ（荒木の母親） - 泉ピン子（特別出演）
- 服部刑事（荒木を追う刑事） - 菅田俊
- 松本刑事（荒木を追う刑事） - 長谷川朝晴

第3話「灼熱！情熱！鉄鍋餃子」
- 腰崎（キャバクラのボーイ） - 遠藤雄弥（第4話）
- 居酒屋店主 - 信太昌之
- 餃子屋の親父 - 九十九一

第4話「鳴らせ！運命の同点決勝」
- 強盗犯 - 矢野聖人

第5話「愛の肉汁 俺とあいつのハンバーグ」
- 大瓦充蔵（お茶漬けの男） - 角野卓造（第6・8 - 9話）

第7話「メシだ！女囚だ！ゴクリ！てんこ盛りスペシャル」
- 郷田真子（女囚） - 橋本真一
- 望月幸子（女囚） - 小林きな子

第8話「男と女、からみ合うタレとしょうが焼き」
- ペパーミントちゃん（すすきのの風俗店の女の子） - 蒼井そら

第9話「おでんのからしが目にしみる 塀の中のクリスマス」
- 室田（警官） - 石黒英雄

第10話「酒と泪と男とゴクリ 愛と追憶のCセット定食」
- 渡辺（向田の学生時代の友人） - 中村優一
- チンピラ - 波岡一喜

### スタッフ（テレビドラマ）
- 原作 - 土山しげる『極道めし』（双葉社『漫画アクション』連載/アクションコミックス）
  - 協力 - 大西祥平
- プロデューサー - 森田昇（BSジャパン）、池田禎子（ザ・ワークス）、高橋優子（ザ・ワークス）
- 監督 - 白川士、伊藤大輔、上田迅
- 脚本 - 福原充則、奥村徹也、高野水登
- スケジュール - 伊藤大輔
- 演出補 - 青木達也、小野峻昌
- 記録 - 湯澤ゆき
- 制作担当 - 齋藤鋼児
- 制作主任 - 弓田悠太
- 制作進行 - 望月ひかる
- AP - 小林教子、仲田大輔
- フードスタイリスト - 今西千穂、奥村まどか
- 特殊メイク - 壁谷博貴、高畑遥夏
- デスク - 西元美幸
- 制作デスク - 黒川未希
- スチール - 山崎永寿
- 台本印刷 - 木澤建夫
- ホームページ - 森岡真悟、久保木陸、国川恭子
- 台本印刷 - 木澤建夫
- 撮影 - 山﨑一央
- VE - 舘野晃一
- 撮影助手 - 寺本実頼、仲本華奈
- 照明 - 矢尻昌也
- 照明助手 - 生嶋航、長谷川誠
- 音声 - 谷山一也
- 音声助手 - 吉田隆、尾形彩萌
- 編集 - 山田宏司
- 編集助手 - 山地景子
- ライン編集 - 山崎進
- MA - 平林真樹
- 選曲効果 - 有木岳人
- ポスプロデスク - 中尾佳奈
- 技術デスク - 星宏美
- 美術プロデューサー - 池田正直
- 装飾 - 金子大悟、中嶋誠宗
- 持ち道具 - 小松原紗希
- 衣裳 - 浅田晶子
- 衣裳助手 - 山崎果穂
- メイク - 花村枝美
- メイク助手 - 大槻史菜
- 主題歌 - 嘘とカメレオン『JOHN DOE』
- 刑務所監修 - 五社プロダクション（木下登志美）
- 特殊メイク - メイクアップディメンションズ（江川悦子、高畑遥夏）
- 技術協力 - フォーチュン
- 美術協力 - テレビ朝日クリエイト
- 音響効果 - メディアハウスサウンドデザイン
- ポスプロ - 三友（MITOMO STUDIO）
- 制作 - BSジャパン、ザ・ワークス
- 製作・著作 - 「極道めし」製作委員会2018

### 放送日程
| 各話   | 放送日 2018年 | サブタイトル                                  | ラテ欄                                                     | 脚本     | 演出     |
| ------ | ------------- | --------------------------------------------- | ---------------------------------------------------------- | -------- | -------- |
| 第1話  | 7月14日       | 魔法のカツカレー                              | 涙と笑い 郷愁の美味カツカレー おかずを賭けた戦い           | 福原充則 | 白川士   |
| 第2話  | 7月21日       | 涙の野沢菜めし                                | 激ウマ牛丼 感動デザート&白ご飯 隠し味は母の愛と涙          | 福原充則 | 白川士   |
| 第3話  | 7月28日       | 灼熱! 情熱! 鉄鍋餃子                          | もっちり熱々バリバリ鉄鍋餃子 冷かき氷&フルーツ             | 福原充則 | 上田迅   |
| 第4話  | 8月04日       | 鳴らせ! 運命の同点決勝                        | 激辛キムチカニ味噌チゲ鍋〜 命を救う美味い水と甘味          | 奥村徹也 | 伊藤大輔 |
| 第5話  | 8月11日       | 愛の肉汁 俺とあいつのハンバーグ               | バター醤油肉汁爆弾ハンバーグ                               | 奥村徹也 | 白川士   |
| 第6話  | 8月18日       | サクサクとろ〜り 運命のカニクリームコロッケ   | スイーツ〜寿司、焼き肉、カツ丼 究極B級グルメ三昧           | 奥村徹也 | 上田迅   |
| 第7話  | 8月25日       | メシだ! 女囚だ! ゴクリ! てんこ盛りスペシャル  | 林檎と蜂蜜 牛タン… 感動リアル話 喧嘩上等! 女囚SP           | 高野水登 | 上田迅   |
| 第8話  | 9月08日       | 男と女、からみ合うタレとしょうが焼き          | 切ない恋心 蘇る生姜焼き飯! 豚肉袋ラーメン&綿菓子           | 福原充則 | 白川士   |
| 第9話  | 9月15日       | おでんのからしが目にしみる 塀の中のクリスマス | 愛のケーキ 許しのおでんと涙の寿司 旨いだけじゃない!        | 福原充則 | 伊藤大輔 |
| 最終話 | 9月22日       | 酒と泪と男とゴクリ 愛と追憶のCセット定食      | とろーり卵と肉汁に愛と希望が調味料! 自由を賭けたラスト勝負 | 福原充則 | 白川士   |

| BSジャパン 連続ドラマJ             | BSジャパン 連続ドラマJ               | BSジャパン 連続ドラマJ                                                                                 |
| 前番組                             | 番組名                               | 次番組                                                                                                 |
| ---------------------------------- | ------------------------------------ | --- |
| 噂の女 （2018年4月14日 - 6月23日） | 極道めし （2018年7月14日 - 9月22日） | サイレント・ヴォイス 行動心理捜査官・楯岡絵麻 （2018年10月6日 - 12月15日） 【本作品から土曜ドラマ9枠】 |

### 放送直前特別番組
放送直前特別番組として、『「極道めし」見どころSP あの懐かしい味をもう一度食いてぇ～！』が、2018年6月27日、6月28日、7月7日及び7月12日に放送された。

### ビデオソフト
2019年4月26日にDVD-Videoを媒体とする『極道めし コレクターズDVD <4Kマスター版>』が、発売元をベストフィールド、販売元をTCエンタテインメントとして発売された。BSジャパンで放送した全10回に加え、BSジャパンがウェブで配信した『極めしトーク』、前述の放送直前特別番組などの特典映像が収録される。
- 『極道めし コレクターズDVD <4Kマスター版>』、BFTD-0297、ベストフィールド、TCエンタテインメント、2019年4月26日。

## 演劇

### 韓国
2020年6月2日から同月20日まで、訳題を『궁극의 맛』として、ソウルの斗山アートセンター（朝: 두산아트센터）で公演された。

#### キャスト・スタッフ
- 出演：강애심 이수미 이주영 이봉련 김신혜 신윤지 송광일
- 原作：土山しげる『極道めし』（双葉社刊）
- 脚色：황정은 진주 최보영
- 演出：신유청
- ドラマトゥルク：윤성호
- 助演出：김진숙
- 舞台デザイン：박상봉
- 照明デザイン：강지혜
- 照明オペレータ：김대현
- 照明：김대현 김병철 김병희 손민영 정태진 정호진 최재길
- 音楽・音響デザイン：지미 세르
- 音響システムデザイン：신승욱 류호성
- 音響オペレーター：장해나라
- 衣装デザイン：홍문기
- 衣装デザイン：어시스턴트 문혜민 변은아 최미림 김주현
- 小物デザイン：최혜진
- 小道具製造班：김주영 박정경 이은정 배희정
- 扮装デザイン：정지윤
- 扮装：김상민 최윤희
- 振付：이소영
- 原作翻訳：이홍이
- 著作権契約コーディネート：원지혜
- 舞台監督：박영규
- 舞台制作：스테이지（대표 심광영 김재인）
- 舞台制作班長：김정호
- グラフィックデザイン：일상의실천
- 写真記録：서울사진관
- 映像記録：다이핀
- 印刷：퍼스트경일
- 企画・制作：斗山アートセンター
- スポンサー：두산

## 脚註

### 註釈
1. ↑  野沢が食べたのは関西風の白味噌仕立てに対し、片岡は静岡の八丁味噌仕立てのことを思い浮かんでいた。
2. ↑  荒木はバイトしていた立ち食い蕎麦屋でまかないでそばを食い過ぎて嫌いになり、御子柴は中学時代に初めて訪れた立ち食い蕎麦屋でのトラウマで食えなくなった。
3. ↑  第2位は新選組リアン・関紹介『聖☆おにいさん』、第3位は道端アンジェリカ紹介『君に届け』、第4位はチュートリアル・徳井紹介『進撃の巨人』
4. ↑  ドラマ本編を中断し、出演俳優によるトーク、および「女囚」たちの会話シーンを織り交ぜた総集編で構成。